# Yelten, Korkuteli
Yelten là một thị trấn thuộc huyện Korkuteli, tỉnh Antalya, Thổ Nhĩ Kỳ. Dân số thời điểm năm 2011 là 2.191 người.